# Campagnol des Prairies
Microtus ochrogaster
Espèce
Statut de conservation UICN

 LC  : Préoccupation mineure
Le Campagnol des Prairies (Microtus ochrogaster) est une espèce de rongeurs de la famille des Cricetidae.

## Répartition et habitat

Aire de répartition.

Ce rongeur se rencontre au Canada et aux États-Unis. Il vit dans les prairies et les champs cultivés.

## Description
Ce campagnol est l’un des rares mammifères qui soient monogames. Il est sociable et présente un attachement familial profond. À la suite de la phase d'accouplement, le couple est très uni et habite dans le même nid. Les deux parents s’occupent activement des petits pendant une longue période et leur consacrent beaucoup de temps. Le campagnol des Prairies défend sa compagne. En revanche, le campagnol des montagnes a de nombreux partenaires, et semble fort peu attaché tant à ses partenaires qu’à ses propres petits. Très peu de choses séparent ces deux animaux : uniquement la densité plus grande de récepteurs pour l’ocytocine et de récepteurs à vasopressine au niveau du système limbique chez le campagnol des Prairies que chez le campagnol montagnard. Chez la femelle, l'ocytocine serait nécessaire pour développer une relation de couple et pour stimuler le comportement maternel. Chez le mâle, la vasopressine joue un rôle dans le développement de la fidélité et dans leur implication auprès des petits.

## Comportement
Les campagnols de prairies sont actifs toute l'année. Pendant l'hiver ils sont plus actifs pendant le jour, le reste de l'année ils sont plutôt nocturnes. Ils vivent en colonies. Ils vivent rarement plus d'un an ou deux.
Ils sont principalement herbivores et se nourrissent d'herbes, de racines, de fruits, d'écorce et d'insectes.
Ils sont la proie des coyotes, rapaces, hiboux, renards et serpents.

## Le Campagnol des Prairies et l'Homme
Les différentes espèces de campagnols sont devenues, à cause de leurs mœurs sexuelles très différentes, un modèle de choix pour étudier les bases moléculaires de l’attachement. Dans un article publié en 2005, l’équipe de Larry Young a transféré dans une région très précise du cerveau du campagnol des montagnes mâles (le pallidum ventral) le gène codant le récepteur à la vasopressine, qui y est autrement absent. Après les copulations répétées typiques de cette espèce qui stimule la sécrétion de vasopressine et d’ocytocine, les rongeurs de l’espèce normalement adepte de la liberté sexuelle deviennent alors de parfaits monogames. Inversement, lorsqu’on injecte dans le pallidum ventral des mâles de campagnols des plaines un bloqueur de ces récepteurs à la vasopressine, ces rongeurs monogames deviennent aussi volages que leurs cousins.

## Classification
Le nom valide complet (avec auteur) de ce taxon est Microtus ochrogaster (Wagner, 1842).
L'espèce a été initialement classée dans le genre Hypudaeus sous le protonyme Hypudaeus ochrogaster Wagner, 1842.
Ce taxon porte en français le nom vernaculaire ou normalisé suivant : Campagnol des Prairies.
Microtus ochrogaster a pour synonymes :
- Arvicola austerus minor Merriam, 1888
- Arvicola austerus Le Conte, 1853
- Arvicola cinnamonea Baird, 1857
- Arvicola haydenii Baird, 1857
- Hypudaeus ochrogaster Wagner, 1842
- Microtus ludovicianus Bailey, 1900
- Microtus ochrogaster ludovicianus Bailey, 1900
- Microtus ochrogaster ohioensis Bole & Moulthrop, 1942
- Microtus ochrogaster similis Severinghaus, 1977
- Microtus ochrogaster taylori Hibbard & Rinker, 1943
- Pedomys ochrogaster (Wagner, 1842)
- Pitymys ochrogaster (Wagner, 1842)

### Étymologie
L'épithète spécifique, ochrogaster, est la combinaison du grec ancien ὤχρα, ốkhra, « Ocre, de couleur jaune pâle  », et de γαστήρ, gastếr, « ventre  ».